# Preci
Preci (Le Présci in dialetto locale) è un comune italiano di 678 abitanti della provincia di Perugia in Umbria. È inserito tra I borghi più belli d'Italia.

## Geografia fisica
- Classificazione climatica: zona E, 2394 GR/G

## Storia
Borgo di origine medievale (XIII secolo) sviluppatosi all'interno di una fortezza. Il terremoto del 1328 lo distrusse quasi completamente. Ricostruito, venne elevato a Comune nel 1817. Durante gli ultimi secoli del Medioevo ed in età moderna (fino almeno al XVII secolo), raggiunse una certa notorietà per una scuola di chirurgia specializzata nell'estrazione di calcoli renali. Nell'ottobre del 2016 Preci, come Castelsantangelo sul Nera, Visso e Ussita, è stato colpito da alcune scosse sismiche che hanno raggiunto una magnitudo 5,4 e 5,9 rispettivamente alle 19:10 e alle 21:18 del 26 ottobre e una scossa di magnitudo 6,5 alle 7:41 del 30 ottobre. Questi terremoti hanno danneggiato l'Abbazia di Sant'Eutizio e reso il centro storico completamente inagibile.

## Monumenti e luoghi di interesse
- Abbazia di Sant'Eutizio
- Palazzo Comunale
- Chiesa di Santa Maria della Pietà
- Chiesa di Santa Caterina

## Società

### Evoluzione demografica
Abitanti censiti

### Etnie e minoranze straniere
Secondo i dati ISTAT al 31 dicembre 2015 la popolazione straniera residente era di 83 persone (11,46%). Le nazionalità maggiormente rappresentate in base alla loro percentuale sul totale della popolazione residente erano:
- Romania, 34 (4,70%)

## Geografia antropica

### Frazioni

#### Abeto
Frazione di Preci a 970 metri di altitudine. 
È sede di un prosciuttificio dell'azienda Todiano Prosciutti, rientrante nel consorzio dei prosciutti IGP di Norcia.

#### Todiano
Frazione di Preci a 920 metri di altitudine.

#### Poggio di Croce
Frazione di Preci nella valle Oblita.
L'abitato, ben fortificato, dominava anticamente la strada che da Triponzo conduceva alla VaI Castoriana. Nella parte alta resta un'antica porta ogivale con sovrastante campanile. Fuori dalle mura si trova la chiesa dedicata a Sant'Egidio, caratterizzata da una facciata che accoglie resti di affreschi del XV secolo di scuola marchigiana. Sopra l'altare è presente una tela seicentesca che raffigura la Madonna col Bambino tra due santi. Scendendo verso il borgo si arriva alla chiesa dell'Annunziata, di origine trecentesca, che accoglie l'opera più importante del trecento: "L'annunciazione", di Giovanni del Biondo, pittore fiorentino del XIV secolo. L'opera è divisa in due parti da una colonna centrale con in aIto la mano di Dio che invia una colomba al seno della Madonna. A sinistra è raffigurato un angelo avvolto in un manto verde, a destra la Vergine siede ìn lettura. Questa opera è il più importante esempio di arte fiorentina della zona. Il borgo accoglie altre due chiese: quella del Santissimo Crocifisso, dedicata a Santa Lucia, e quella della Madonna della Quercia.

#### Collazzoni
Collazzoni è una frazione del comune di Preci (PG), posta a 868 m s.l.m.; secondo i dati Istat del 2001, gli abitanti sono 28.
Si tratta di una villa di transito posta tra gli abitati di Montebufo e Forsivo, di cui controlla i collegamenti: nasce probabilmente come nucleo rurale e riunione di altre piccole ville, quali Civitelle, Villa del Guado e Villa Campanara. Nei secoli passati, molti fabbri di Roma provenivano da questo paese.
Tra i monumenti da ricordare, la chiesa di S. Giuliana e S. Alberto. La domenica dopo il Ferragosto si celebra la festa della Madonna delle Grazie.

#### Corone
Corone (con San Vito) è una frazione del comune di Preci (PG), localizzata a 495 m s.l.m.; secondo i dati Istat del 2001, gli abitanti sono 50.
La sua posizione in valle (villa di transito) gli permetteva di fungere in passato come luogo per i commerci e gli scambi tra tutti i paesi vicini. Esso sorge lungo il corso del fiume Campiano, con un antico mulino ora dismesso. Nel paese si trova anche un centro di produzione ittica per la pesca sportiva.
Anche in questo paese è presente la tradizione del Piantamaggio.
Da menzionare la chiesa di S. Antonio Abate (XVI secolo).

#### Montebufo
Montebufo è una frazione del comune di Preci (PG), il più elevato della valle Oblita, trovandosi a 1 016 m s.l.m.; secondo i dati del censimento Istat del 2001, gli abitanti sono 16. Una filastrocca locale descrive la sua posizione geografica: "Montebufo fra tre monti sta rinchiuso: Ciuppino (Ciopino), Laguarda (Coarda) e Cacalupo." in riferimento alle tre montagne che lo delimitano.
Tra i principali monumenti citiamo la chiesa parrocchiale di San Leonardo di Limoges (XVI secolo), con due portali del '400, un basso porticato ed un interno a due navate con colonna centrale. Gli interni barocchi sono abbelliti da alcuni altari; la facciata destra ospita un'opera pittorica del XVI secolo, la Madonna con Bambino tra San Rocco e Sant'Antonio da Padova. Durante il terremoto del settembre 1997, la chiesa fu molto danneggiata e subì anche diversi saccheggi ad opera di trafugatori. Nell'altopiano si trovano un buon numero di casali antichi.
L'8 settembre si festeggia la Festa dell'Icona. Nella zona viene coltivata una particolare varietà di farro, il farro dicocco (Triticum dicoccum Schubler). Inoltre, vi si trova una Comunanza Agraria.
Piedivalle
La frazione di Piedivalle è la più grande delle quattro che sorgono attorno alla bellissima Abazia di Sant'Eutizio e che costituiscono la "Guaita di Sant'Eutizio": Collescille, Valle, Acquaro e appunto Piedivalle. Il borgo di Piedivalle era un medievale castello,con tanto di regina, nel quale ancora oggi, nonostante i devastanti terremoti nel tempo, se ne possono rintracciare le mura. All'interno, la chiesetta di San Giovanni, "la fonte" l'antico lavatoio e, poco distante dal suo centro, la chiesa della Madonna del Ponte, sono oggi siti malmessi di una ricostruzione post sisma 2016, che racconterebbero, invece, di una popolazione un tempo vivace e tenace di questa ennesima perla del Comune di Preci.

#### Valle
Valle è una piccolissima frazione posta tra le due valli, Oblita e Castoriana, originariamente sorta come castello di pendio per difendere l'abbazia di Sant'Eutizio. Tra i monumenti d'interesse, la chiesa di S. Macario (XVI secolo) e la chiesa di S. Fiorenzo (XIII secolo).

## Amministrazione
| Periodo        | Periodo        | Primo cittadino     | Partito              | Carica  | Note   |
| -------------- | -------------- | ------------------- | -------------------- | ------- | ------ |
| 20 giugno 1985 | 29 maggio 1990 | Benedetto Mensurati | Democrazia Cristiana | Sindaco | [ 30 ] |
| 30 maggio 1990 | 23 aprile 1995 | Benedetto Mensurati | Democrazia Cristiana | Sindaco | [ 30 ] |
| 24 aprile 1995 | 13 giugno 1999 | Alberto Naticchioni | Centro               | Sindaco | [ 30 ] |
| 14 giugno 1999 | 13 giugno 2004 | Pietro Bellini      | Lista civica         | Sindaco | [ 30 ] |
| 14 giugno 2004 | 7 giugno 2009  | Alfredo Virgili     | Centro-sinistra      | Sindaco | [ 30 ] |
| 8 giugno 2009  | 25 maggio 2014 | Pietro Bellini      | Insieme per Preci    | Sindaco | [ 30 ] |
| 26 maggio 2014 | 26 maggio 2019 | Pietro Bellini      | Insieme per Preci    | Sindaco | [ 30 ] |
| 27 maggio 2019 | in carica      | Massimo Messi       | Uniti per Preci      | Sindaco | [ 30 ] |

## Sport

### Calcio
La principale squadra di calcio della città è l'A.S.D. Preci che milita nel girone C umbro di 2ª Categoria.